# Agave calciphila
Agave calciphila — агава вапнякова, вид квіткових рослин роду агава (Agave) родини холодкових (Asparagaceae). Описаний у 2020 році.

## Поширення
Ендемік Мексики. Росте на вапнякових пагорбах на північ від карстового регіону Нісанда на перешийку Теуантепек на півдні штату Оахака.

## Опис
Схожий на Agave ghiesbreghtii та Agave huehueteca, від яких відрізняється коротшим стерильним квітконосом (0–15% від загальної довжини стебла проти 50–70% в інших видів), меншою довжиною квітки (34–42 мм проти 50 мм і 40–45 мм відповідно) і коротшою квітковою трубкою (1 мм проти 2–4 мм і 5 мм відповідно). Суцвіття агави справді може досягати до 2 м 60 см і квітнути від січня до квітня. 

## Історія відкриття
У роді агава (Agave), а соболиво секції Heteracanthae часто пропонують використовувати для цілей класифікації риси будових квіток. Але насправді багато ботаніків вважає, що такі параметри мало для цього придатні через консерватизм їхньої еволюції в роді, особливо на фоні таких поліморфних ознак як будова листків, прилистків та структури суцвіть.
У жовтні 2004 року Грег Старр з Університету Аризони знайшов на вапнякових оголень місцевості Oaxaca дивну агаву. З цієї місцини ще не був задокументований жоден з представників секції агав - Heteracanthae.
Шотландський ботанік Томас МакДугал насправді бродив вже по цій території у 1961 та навіть зібрав цю агаву, але обмежився визначенням до роду. Тому Грег Старр провів ще кілька експедицій для збору даних про будову неописаної агави та опублікував протолог нового виду під назвою Agave calciphila, де видова назва позначає кальцієлюбність цієї рослини.